# Monte Alegre Airport
Monte Alegre Airport är en flygplats i Brasilien.   Den ligger i kommunen Monte Alegre och delstaten Pará, i den centrala delen av landet, 1 700 km norr om huvudstaden Brasília. Monte Alegre Airport ligger 85 meter över havet.
Terrängen runt Monte Alegre Airport är huvudsakligen platt. Monte Alegre Airport ligger uppe på en höjd. Närmaste större samhälle är Monte Alegre, 0,94 km sydväst om Monte Alegre Airport.
Trakten runt Monte Alegre Airport består huvudsakligen av våtmarker. Runt Monte Alegre Airport är det mycket glesbefolkat, med 3 invånare per kvadratkilometer.